# Сентервілл (Міссісіпі)
Сентервілл (англ. Centreville) — місто (англ. town) в США, в округах Вілкінсон і Емайт штату Міссісіпі. Населення — 1258 осіб (2020).

## Географія
Сентервілл розташований за координатами 31°5′13″ пн. ш. 91°3′56″ зх. д. / 31.08694° пн. ш. 91.06556° зх. д. (31.087019, -91.065440).  За даними Бюро перепису населення США в 2010 році місто мало площу 6,00 км², уся площа — суходіл.

## Демографія
Згідно з переписом 2010 року, у місті мешкали 1684 особи в 622 домогосподарствах у складі 398 родин. Густота населення становила 281 особа/км².  Було 741 помешкання (124/км²).
Расовий склад населення:
| - 76,5 % — чорних або афроамериканців - 23,3 % — білих |

До двох чи більше рас належало 0,1 %. Частка іспаномовних становила 0,3 % від усіх жителів.
За віковим діапазоном населення розподілялося таким чином: 28,4 % — особи молодші 18 років, 54,4 % — особи у віці 18—64 років, 17,2 % — особи у віці 65 років та старші. Медіана віку мешканця становила 34,9 року. На 100 осіб жіночої статі у місті припадало 87,5 чоловіків;  на 100 жінок у віці від 18 років та старших — 80,4 чоловіків також старших 18 років.
Середній дохід на одне домашнє господарство  становив 34 728 доларів США (медіана — 24 451), а середній дохід на одну сім'ю — 43 236 доларів (медіана — 27 917). За межею бідності перебувало 51,0 % осіб, у тому числі 82,3 % дітей у віці до 18 років та 28,4 % осіб у віці 65 років та старших.
Цивільне працевлаштоване населення становило 491 осіб. Основні галузі зайнятості: освіта, охорона здоров'я та соціальна допомога — 19,8 %, роздрібна торгівля — 17,1 %, сільське господарство, лісництво, риболовля — 13,8 %, будівництво — 12,6 %.